# Modisimus guerrerensis
Modisimus guerrerensis là một loài nhện trong họ Pholcidae. Loài này được phát hiện ở México.